# Oleksandr Kovalenko
Oleksandr Kovalenko (?, 24 de março de 1976 - Dnipropetrovsk, 21 de dezembro de 2010) foi um futebolista ucraniano que atuava como meio-campista.
Iniciou a carreira em 1993, no FC Shakhtar-2 Donetsk (então Metalurh Kostyantynivka), de onde seguiu para o Shakhtar Makiivka no ano seguinte.
Em seguida, se firmou em três times: o Dnipro, o Shakhtar e no rival deste, o Metallurg Donetsk (atuou também nas equipes reservas).
Encerrou a carreira em 2004, no time B do Kryvbas Kryvyi Rih.
Ao se aposentar dos gramados, se tornou um árbitro de futebol.

## Morte
Em 21 de dezembro de 2010, Kovalenko morreu ao saltar da janela do apartamento onde morava, em Dnipropetrovsk. Ele tinha 34 anos.